# Lijst van oorlogsmonumenten in Valkenswaard
De Nederlandse gemeente Valkenswaard heeft drie oorlogsmonumenten. Hieronder een overzicht.
| Nr.                             | Object              | Herdachte groep                | Ontwerper                       | Onthulling        | Type            | Locatie                                     | Plaats       | Coördinaten                   | Foto                |
| ------------------------------- | ------------------- | ------------------------------ | ------------------------------- | ----------------- | --------------- | ------------------------------------------- | ------------ | ----------------------------- | ------------------- |
| 702                             | Gedenkmonument      | algemeen                       |                                 |                   | zuil            |                                             | Valkenswaard | 51° 20' 59" NB, 5° 27' 28" OL |                     |
| 789                             | Bevrijdingsmonument | geallieerde militairen, overig | Ramaz Gojatie                   | 11 september 1994 | beeld/sculptuur | Luikerweg 145, 5556 XG                      | Valkenswaard | 51° 18' 34" NB, 5° 25' 27" OL | Bevrijdingsmonument |
| 790                             | Bevrijdingsmonument | geallieerde militairen, overig | Theo van der Nahmer (1917-1989) | 17 september 1953 | beeld/sculptuur | Verzetstrijdersplein, 5554                  | Valkenswaard | 51° 21' 2" NB, 5° 27' 38" OL  | Bevrijdingsmonument |
| Dit oorlogsmonument op Wikidata | Stolpersteine       | vervolgden Nederland           | Gunter Demnig                   | 2010              | plaquette       | Zie Lijst van Stolpersteine in Valkenswaard | Valkenswaard |                               | Meer afbeeldingen   |

Alphen-Chaam ·
Altena ·
Asten ·
Baarle-Nassau ·
Bergeijk ·
Bergen op Zoom ·
Bernheze ·
Best ·
Bladel ·
Boekel ·
Boxtel ·
Breda ·
Cranendonck ·
Deurne ·
Dongen ·
Drimmelen ·
Eersel ·
Eindhoven ·
Etten-Leur ·
Geertruidenberg ·
Geldrop-Mierlo ·
Gemert-Bakel ·
Gilze en Rijen ·
Goirle ·
Halderberge ·
Heeze-Leende ·
Helmond ·
's-Hertogenbosch ·
Heusden ·
Hilvarenbeek ·
Laarbeek ·
Land van Cuijk ·
Loon op Zand ·
Maashorst ·
Meierijstad ·
Moerdijk ·
Nuenen, Gerwen en Nederwetten ·
Oirschot ·
Oisterwijk ·
Oosterhout ·
Oss ·
Reusel-De Mierden ·
Roosendaal ·
Rucphen ·
Sint-Michielsgestel ·
Someren ·
Son en Breugel ·
Steenbergen ·
Tilburg ·
Valkenswaard ·
Veldhoven ·
Vught ·
Waalre ·
Waalwijk ·
Woensdrecht ·
Zundert